# Japanagromyza inferna
Japanagromyza inferna är en tvåvingeart som beskrevs av Spencer 1973. Japanagromyza inferna ingår i släktet Japanagromyza och familjen minerarflugor.
Artens utbredningsområde är Bahamas. Inga underarter finns listade i Catalogue of Life.

## Bildgalleri

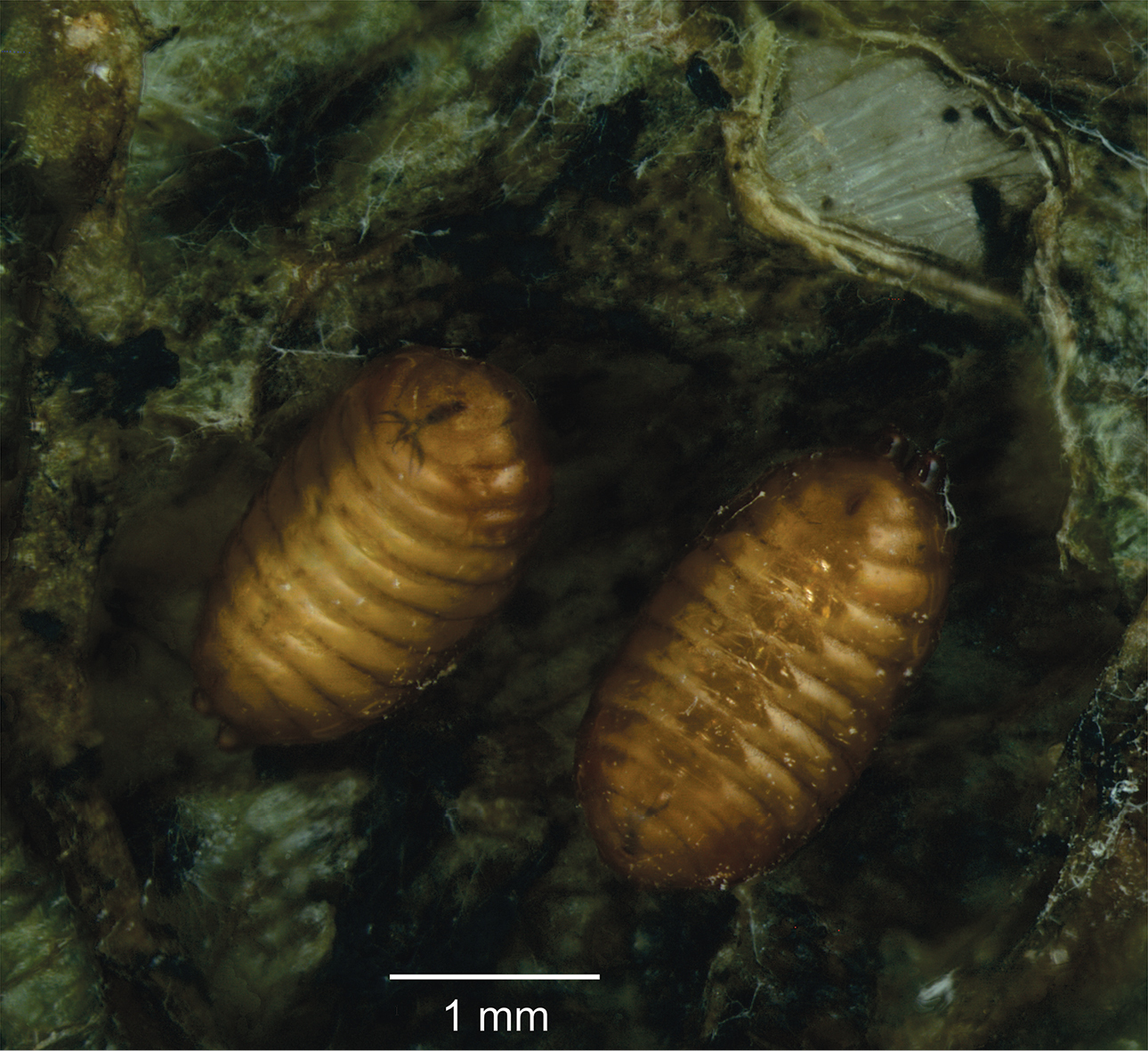